# Pałac „Ukraina”
Narodowy Pałac Sztuki „Ukraina” (ukr. Національний палац мистецтв «Україна»), Pałac „Ukraina” (ukr. Палац «Україна») – jeden z głównych obiektów zarezerwowany dla oficjalnych imprez wraz z Pałacem Sportu w Kijowie, na Ukrainie. Obiekt jest zarządzany przez państwowe przedsiębiorstwo.
Główna sala koncertowa ma pojemność 3 714 osób.

## Historia

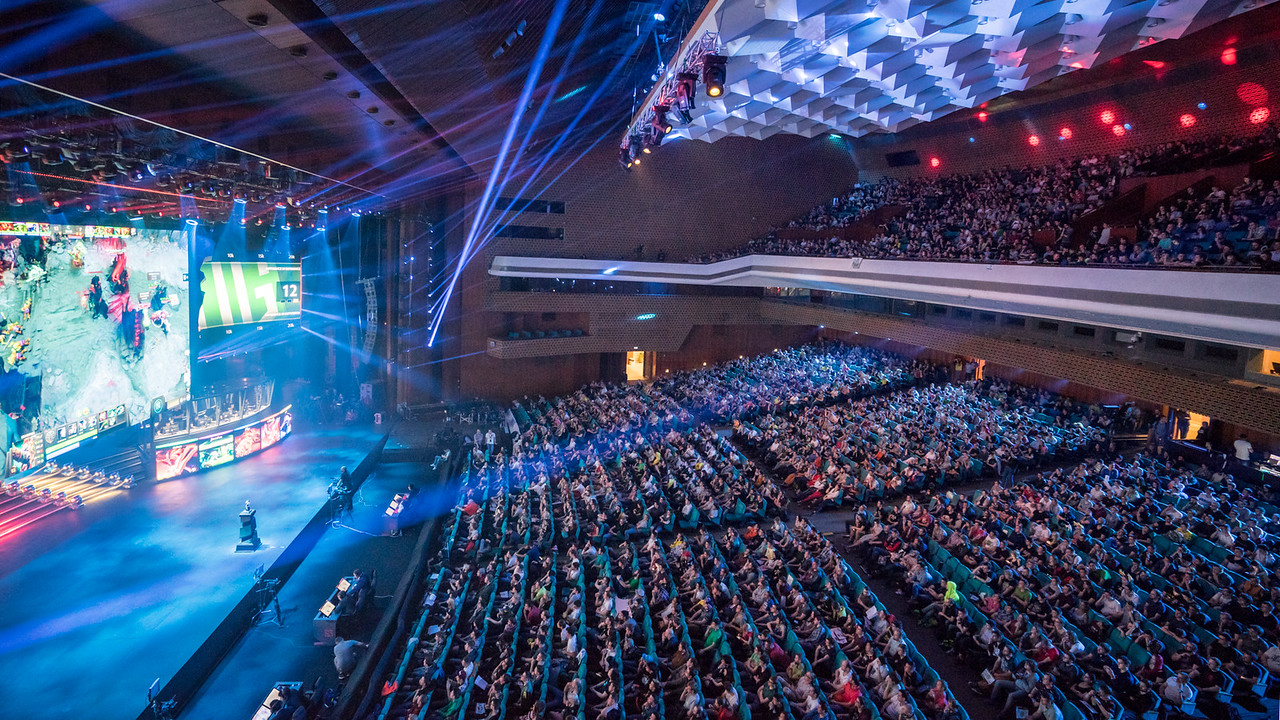
Hala główna od środka podczas wydarzenia The International (2017)

W 1961 roku, w Moskwie na terenie Kremla otwarto Państwowy Pałac Kremlowy, a kierownictwo partyjne Ukrainy z entuzjazmem podchodziło do pomysłu budowy odpowiednika w Kijowie. 2 lipca 1963 na I sekretarza KPU wybrano radzieckiego działacza państwowego i partyjnego, Petro Szełesta, który w 1965 roku ostatecznie uznał, że „nie przystoi kierownictwu największej republiki związkowej organizować fora partyjne w pałacu odziedziczonym po carskim rządzie”, oraz zarządził budowę Narodowego Pałacu Sztuki „Ukraina”. Budynek został zaprojektowany przez grupę architektów P. Żylyckiego i I. Wajnera, pod kierownictwem autora projektu architekta Ukraińskiej SRR Jewhenia Maryczenko. Wszystkim architektom zostały przyznane nagrody Szewczenki (1971) za projekt i budowę. Przybrał kształt trapezu, ma dwadzieścia osiem metrów wysokości i składa się z ponad 300 pokoi. Został otwarty 17 kwietnia 1970 roku jako największe centrum kultury i sztuki. Według oryginalnych dokumentów wysłanych przez Szełesta, członka Prezydium KC/Biura Politycznego KC KPZR, wysłanych do władz ZSRR w Moskwie, oryginalnie planowano budowę zwykłego kina, a nie pałacu kultury. Mimo że ostatecznie został zbudowany na dawnym rynku w ulicy Krasnoarmejskiej (obecnie ul. Welyka Wasylkiwśka), był pierwotnie planowany w miejscu Monasteru o Złotych Kopułach.
Na scenie pałacu wystąpili m.in. Lana Del Rey, Christina Aguilera, Enrique Iglesias, Luciano Pavarotti i Sofia Rotaru, oraz odbyły się m.in. gala Miss Europe (1997) oraz 11. Konkurs Piosenki Eurowizji Junior (2013).